# 제임스 스틸먼
제임스 스틸먼(James Jewett Stillman, 1850년 6월 9일~1918년 3월 15일)은 뉴욕과 텍사스, 멕시코의 토지와 은행, 철도에 투자한 미국인 사업가이다. 그는 내셔널 시티 은행의 대표이사였다.

## 생애
그는 1850년 6월 9일 엘리자베스 파멜라 구드리치와 찰스 시틸먼의 아들로 텍사스주 브라운스빌에서 태어났다.
찰스 스틸먼은 1872년 제임스가 획득한 중요한 사업적 관심을 가졌다. 그는 16개 텍사스 은행들과 리오그란데 밸리, 특히 텍사스 코퍼스크리스티와 커빌의 중요 토지소유의 통제권을 확대했다.
W. 에이브릴 해리먼, 제이컵 헨리 쉬프, 윌리엄 록펠러와 함께, 그는 대부분의 중요한 텍사스 철도(텍사스 앤 퍼시픽 철도, 서든 퍼시픽 철도, 인터내셔널 그레이트 노던 철도, 유니언 퍼시픽 철도, 세인트루이스의 브라운즈빌 앤 멕시코 철도, 그리고 멕시컨 내셔널 철도를 포함)를 통제했다.
1876년 스틸먼은 턱스테펙 혁명에 의해 포르피리오 디아스가 멕시코 정부 전복시키는 것을 지지하였다.
그는 내셔널 시티 은행의 대표이사였으며, 1908년 은퇴를 했다.
그는 1918년 3월 15일 뉴욕, 맨해턴 이스트 72번 가에 있는 자택에서 사망했다. 그의 장례는 뉴욕에 있는 세이트 바르톨뮤 성공회 교회(St. Bartholomew's Episcopal Church)에서 치러졌다.